# Szlovénia az 1992. évi nyári olimpiai játékokon
Szlovénia a spanyolországi Barcelonában megrendezett 1992. évi nyári olimpiai játékok egyik részt vevő nemzete volt. Az országot az olimpián 12 sportágban 35 sportoló képviselte, akik összesen 2 érmet szereztek. Szlovénia önállóan először vett részt a nyári olimpiai játékokon.

## Érmesek
| Érem  | Versenyző                                              | Sportág | Versenyszám                    |
| ----- | ------------------------------------------------------ | ------- | ------------------------------ |
| Bronz | Iztok Čop Denis Žvegelj                                | Evezés  | Férfi kormányos nélküli kettes |
| Bronz | Milan Janša Janez Klemenčič Sašo Mirjanič Sadik Mujkič | Evezés  | Férfi kormányos nélküli négyes |

## Asztalitenisz
Női
| Versenyző     | Versenyszám | Csoportkör | Csoportkör | Nyolcaddöntő      | Negyeddöntő       | Elődöntő          | Döntő             | Helyezés |
| Versenyző     | Versenyszám | Ellenfél Eredmény | Hely.      | Ellenfél Eredmény | Ellenfél Eredmény | Ellenfél Eredmény | Ellenfél Eredmény | Helyezés |
| ------------- | ----------- | --- | ---------- | ----------------- | ----------------- | ----------------- | ----------------- | -------- |
| Polona Frelih | Egyes       | C csoport · Charlotte Erlman (SWE) · 0-2 · Hjon Dzsonghva (Hyeon Jeong-Hwa) (KOR) · 0-2 · Feiza Ben Aïssa (TUN) · 2-0 | 3.         | kiesett           | kiesett           | kiesett           | kiesett           | 33.      |

## Atlétika
Férfi
| Versenyző        | Versenyszám | Döntő   | Döntő    |
| Versenyző        | Versenyszám | Idő     | Helyezés |
| ---------------- | ----------- | ------- | -------- |
| Miroslavo Vindiš | Maraton     | 2:21:03 | 40.      |

| Versenyző   | Versenyszám | Selejtező | Selejtező | Döntő    | Döntő    |
| Versenyző   | Versenyszám | Eredmény  | Helyezés  | Eredmény | Helyezés |
| ----------- | ----------- | --------- | --------- | -------- | -------- |
| Borut Bilač | Távolugrás  | 800 cm    | 10.       | 776 cm   | 9.       |

Női
| Versenyző       | Versenyszám | Előfutam | Előfutam | Előfutam | Negyeddöntő | Negyeddöntő | Negyeddöntő | Elődöntő | Elődöntő | Elődöntő | Döntő   | Döntő    |
| Versenyző       | Versenyszám | Idő      | Hely.    | Össz.    | Idő         | Hely.       | Össz.       | Idő      | Hely.    | Össz.    | Idő     | Helyezés |
| --------------- | ----------- | -------- | -------- | -------- | ----------- | ----------- | ----------- | -------- | -------- | -------- | ------- | -------- |
| Brigita Bukovec | 100 m gát   | 13,45    | 4.       | 27.      | 13,28       | 5.          | 16.*        | 13,68    | 9.       | 17.      | kiesett | kiesett  |

| Versenyző    | Versenyszám | Selejtező | Selejtező | Döntő    | Döntő    |
| Versenyző    | Versenyszám | Eredmény  | Helyezés  | Eredmény | Helyezés |
| ------------ | ----------- | --------- | --------- | -------- | -------- |
| Britta Bilač | Magasugrás  | 192 cm    | 14.       | 183 cm   | 15.      |

* - két másik versenyzővel azonos időt ért el

## Cselgáncs
Férfi
| Versenyző    | Versenyszám | Selejtező                      | 32-es főtábla                 | Nyolcaddöntő                       | Negyeddöntő       | Elődöntő          | Vigaszág első kör | Vigaszág nyolcaddöntő       | Vigaszág negyeddöntő | Vigaszág elődöntő | Bronz- mérkőzés   | Döntő             | Helyezés |
| Versenyző    | Versenyszám | Ellenfél Eredmény              | Ellenfél Eredmény             | Ellenfél Eredmény                  | Ellenfél Eredmény | Ellenfél Eredmény | Ellenfél Eredmény | Ellenfél Eredmény           | Ellenfél Eredmény    | Ellenfél Eredmény | Ellenfél Eredmény | Ellenfél Eredmény | Helyezés |
| ------------ | ----------- | ------------------------------ | ----------------------------- | ---------------------------------- | ----------------- | ----------------- | ----------------- | --------------------------- | -------------------- | ----------------- | ----------------- | ----------------- | -------- |
| Stefan Ćuk   | Harmatsúly  | erőnyerő                       | Ciarán Ward (IRL) · 0010-0000 | Israel Hernández (CUB) · 0000-1000 |                   |                   |                   | Dănuţ Pop (ROU) · 0000-0100 | kiesett              | kiesett           | kiesett           |                   | 13.      |
| Filip Leščak | Középsúly   | Ben Spijkers (NED) · 0000-1000 | kiesett                       | kiesett                            | kiesett           | kiesett           |                   |                             |                      |                   |                   |                   | 33.      |

## Evezés
Férfi
| Versenyző                                              | Versenyszám              | Előfutam | Előfutam | Vigaszág | Vigaszág | Elődöntő | Elődöntő | Elődöntő | Döntő | Döntő   | Döntő | Helyezés |
| Versenyző                                              | Versenyszám              | Idő      | Hely.    | Idő      | Hely.    | Típus    | Idő      | Hely.    | Típus | Idő     | Hely. | Helyezés |
| ------------------------------------------------------ | ------------------------ | -------- | -------- | -------- | -------- | -------- | -------- | -------- | ----- | ------- | ----- | -------- |
| Iztok Čop Denis Žvegelj                                | Kormányos nélküli kettes | 6:37,11  | 2.       | 6:46,71  | 1.       | A/B      | 6:34,48  | 3.       | A     | 6:33,43 | 3.    |          |
| Janez Klemenčič Sašo Mirjanič Milan Janša Sadik Mujkič | Kormányos nélküli négyes | 6:04,91  | 3.       |          |          | A/B      | 5:59,52  | 2.       | A     | 5:58,24 | 3.    |          |

## Íjászat
Férfi
| Versenyző   | Versenyszám | Selejtező | Selejtező | Selejtező | Selejtező | Selejtező | Selejtező | Selejtező | Selejtező | Selejtező | Selejtező | Kieséses szakasz  | Kieséses szakasz  | Kieséses szakasz  | Kieséses szakasz  | Kieséses szakasz  | Helyezés |
| Versenyző   | Versenyszám | 30 m      | 30 m      | 50 m      | 50 m      | 70 m      | 70 m      | 90 m      | 90 m      | Pont      | Hely.     | 32-es főtábla     | Nyolcaddöntő      | Negyeddöntő       | Elődöntő          | Döntő             | Helyezés |
| Versenyző   | Versenyszám | Pont      | Hely.     | Pont      | Hely.     | Pont      | Hely.     | Pont      | Hely.     | Pont      | Hely.     | Ellenfél Eredmény | Ellenfél Eredmény | Ellenfél Eredmény | Ellenfél Eredmény | Ellenfél Eredmény | Helyezés |
| ----------- | ----------- | --------- | --------- | --------- | --------- | --------- | --------- | --------- | --------- | --------- | --------- | ----------------- | ----------------- | ----------------- | ----------------- | ----------------- | -------- |
| Samo Medved | Egyéni      | 348       | 18.       | 319       | 28.       | 318       | 38.       | 281       | 45.       | 1266      | 33.       | kiesett           | kiesett           | kiesett           | kiesett           | kiesett           | 33.      |

## Kajak-kenu

### Szlalom
Férfi
| Versenyző       | Versenyszám | Döntő    | Döntő    | Döntő    | Döntő    | Döntő         | Helyezés |
| Versenyző       | Versenyszám | 1. futam | 1. futam | 2. futam | 2. futam | Jobb eredmény | Helyezés |
| Versenyző       | Versenyszám | Pont     | Hely.    | Pont     | Hely.    | Pont          | Helyezés |
| --------------- | ----------- | -------- | -------- | -------- | -------- | ------------- | -------- |
| Albin Čižman    | Kajak egyes | 112,12   | 8.       | 110,73   | 5.       | 110,73        | 9.       |
| Janež Skok      | Kajak egyes | 112,00   | 7.       | 111,52   | 6.       | 111,52        | 10.      |
| Marjan Štrukelj | Kajak egyes | 110,11   | 3.       | 131,75   | 31.      | 110,11        | 6.       |
| Borut Javornik  | Kenu egyes  | 134,78   | 18.      | 123,94   | 13.      | 123,94        | 16.      |
| Jože Vidmar     | Kenu egyes  | 122,26   | 7.       | 124,57   | 14.      | 122,26        | 14.      |
| Boštjan Žitnik  | Kenu egyes  | 137,72   | 20.      | 121,09   | 8.       | 121,09        | 10.      |

## Kerékpározás

### Országúti kerékpározás
Férfi
| Versenyző    | Versenyszám   | Idő            | Helyezés |
| ------------ | ------------- | -------------- | -------- |
| Valter Bonča | Mezőnyverseny | 4:35:56(+0:35) | 63.      |

## Sportlövészet
Férfi
| Versenyző       | Versenyszám           | Selejtező | Selejtező | Döntő   | Döntő    |
| Versenyző       | Versenyszám           | Pont      | Helyezés  | Pont    | Helyezés |
| --------------- | --------------------- | --------- | --------- | ------- | -------- |
| Rajmond Debevec | Légpuska              | 589       | 9.        | kiesett | kiesett  |
| Rajmond Debevec | Sportpuska, fekvő     | 594       | 18.*      | kiesett | kiesett  |
| Rajmond Debevec | Sportpuska, összetett | 1167      | 6.        | 1262,6  | 6.       |

* - öt másik versenyzővel azonos eredményt ért el

## Tenisz
Férfi
| Versenyző               | Versenyszám | 32-es főtábla                                                | Nyolcaddöntő      | Negyeddöntő       | Elődöntő          | Döntő             | Helyezés |
| Versenyző               | Versenyszám | Ellenfél Eredmény                                            | Ellenfél Eredmény | Ellenfél Eredmény | Ellenfél Eredmény | Ellenfél Eredmény | Helyezés |
| ----------------------- | ----------- | ------------------------------------------------------------ | ----------------- | ----------------- | ----------------- | ----------------- | -------- |
| Iztok Božic Blaž Trupej | Páros       | India (IND) · Rámes Krisnan · Lijendar Pedzs · 3-6, 2-6, 2-6 | kiesett           | kiesett           | kiesett           | kiesett           | 17.      |

Női
| Versenyző                | Versenyszám | 32-es főtábla                                                       | Nyolcaddöntő      | Negyeddöntő       | Elődöntő          | Döntő             | Helyezés |
| Versenyző                | Versenyszám | Ellenfél Eredmény                                                   | Ellenfél Eredmény | Ellenfél Eredmény | Ellenfél Eredmény | Ellenfél Eredmény | Helyezés |
| ------------------------ | ----------- | ------------------------------------------------------------------- | ----------------- | ----------------- | ----------------- | ----------------- | -------- |
| Tina Križan Karin Lušnić | Páros       | Svájc (SUI) · Manuela Maleeva-Fragnière · Emanuela Zardo · 2-6, 2-6 | kiesett           | kiesett           | kiesett           | kiesett           | 17.      |

## Torna
Férfi
| Versenyző   | Versenyszám      | Selejtező | Selejtező | Döntő    | Döntő    |
| Versenyző   | Versenyszám      | Pontszám  | Helyezés  | Pontszám | Helyezés |
| ----------- | ---------------- | --------- | --------- | -------- | -------- |
| Jože Kolman | Talaj            | 18,275    | 84.       | kiesett  | kiesett  |
| Jože Kolman | Ugrás            | 18,700    | 65.       | kiesett  | kiesett  |
| Jože Kolman | Korlát           | 18,650    | 67.       | kiesett  | kiesett  |
| Jože Kolman | Nyújtó           | 18,275    | 81.       | kiesett  | kiesett  |
| Jože Kolman | Gyűrű            | 18,400    | 83.       | kiesett  | kiesett  |
| Jože Kolman | Lólengés         | 18,575    | 67.       | kiesett  | kiesett  |
| Jože Kolman | Egyéni összetett | 110,875   | 80.       | kiesett  | kiesett  |

## Úszás
Férfi
| Versenyző     | Versenyszám    | Előfutam | Előfutam | Előfutam | Döntő   | Döntő    | Döntő   | Helyezés |
| Versenyző     | Versenyszám    | Idő      | Hely.    | Össz.    | Típus   | Idő      | Hely.   | Helyezés |
| ------------- | -------------- | -------- | -------- | -------- | ------- | -------- | ------- | -------- |
| Jure Bučar    | 200 m gyors    | 1:53,19  | 3.       | 29.      | kiesett | kiesett  | kiesett | kiesett  |
| Jure Bučar    | 400 m gyors    | 3:55,28  | 6.       | 16.      | B       | 3:56,93  | 8.      | 16.      |
| Nače Majčen   | 400 m gyors    | 4:00,42  | 8.       | 31.      | kiesett | kiesett  | kiesett | kiesett  |
| Nače Majčen   | 200 m gyors    | 1:54,57  | 5.       | 35.      | kiesett | kiesett  | kiesett | kiesett  |
| Igor Majcen   | 1500 m gyors   | 15:16,85 | 3.       | 6.       | A       | 15:19,12 | 6.      | 6.       |
| Matjaž Kozelj | 100 m pillangó | 56,65    | 4.       | 42.      | kiesett | kiesett  | kiesett | kiesett  |
| Matjaž Kozelj | 200 m pillangó | 2:01,39  | 1.       | 19.*     | kiesett | kiesett  | kiesett | kiesett  |

Női
| Versenyző    | Versenyszám | Előfutam | Előfutam | Előfutam | Döntő   | Döntő   | Döntő   | Helyezés |
| Versenyző    | Versenyszám | Idő      | Hely.    | Össz.    | Típus   | Idő     | Hely.   | Helyezés |
| ------------ | ----------- | -------- | -------- | -------- | ------- | ------- | ------- | -------- |
| Tanja Godina | 100 m hát   | 1:06,97  | 7.       | 41.      | kiesett | kiesett | kiesett | kiesett  |
| Tanja Godina | 200 m hát   | 2:25,31  | 6.       | 41.      | kiesett | kiesett | kiesett | kiesett  |

* - egy másik versenyzővel azonos időt ért el

## Vitorlázás
Férfi
| Versenyző        | Versenyszám     | Futam | Futam | Futam | Futam | Futam  | Futam | Futam | Futam | Futam | Futam | Pontszám | Helyezés |
| Versenyző        | Versenyszám     | 1     | 2     | 3     | 4     | 5      | 6     | 7     | 8     | 9     | 10    | Pontszám | Helyezés |
| ---------------- | --------------- | ----- | ----- | ----- | ----- | ------ | ----- | ----- | ----- | ----- | ----- | -------- | -------- |
| Stojan Vidaković | Szörfvitorlázás | 15,0  | 13,0  | 23,0  | 15,0  | (34,0) | 24,0  | 20,0  | 10,0  | 14,0  | 17,0  | 151,0    | 11.      |

Nyílt
| Versenyző                 | Versenyszám     | Futam | Futam | Futam  | Futam | Futam | Futam | Futam | Pontszám | Helyezés |
| Versenyző                 | Versenyszám     | 1     | 2     | 3      | 4     | 5     | 6     | 7     | Pontszám | Helyezés |
| ------------------------- | --------------- | ----- | ----- | ------ | ----- | ----- | ----- | ----- | -------- | -------- |
| Mitja Kosmina Goran Šošić | Repülő hollandi | 20,0  | 26,0  | (27,0) | 23,0  | 5,7   | 26,0  | 0,0   | 100,7    | 12.      |